# Vespertilionoidea
Vespertilionoidea (лиликуваті) — надродина кажанів, яка містить 5 сучасних родин, 85 родів, 707 видів. Поширені на всіх континентах крім Антарктиди. Найдавніші викопні рештки були знайдені в Канаді та датуються середнім еоценом.

## Родини
Vespertilionoidea
- Cistugidae (цистугові) — 1 рід, 2 види
- Miniopteridae (довгокрилові) — 1 рід, 40 видів
- Molossidae (молосові) — 21 рід, 130 видів
- Natalidae (лійковухові) — 3 роди, 12 видів
- Vespertilionidae (лиликові) — 59 родів, 523 види
- †Philisidae(?)